# Camponotus pachylepis
Camponotus pachylepis é uma espécie de inseto do gênero Camponotus, pertencente à família Formicidae.